# Aanslag op Alois Bamberger
De aanslag op Alois Bamberger vond plaats tijdens de Tweede Wereldoorlog. Op zaterdagavond 30 januari 1943 werd de op de Verspronckweg in Haarlem fietsende Duitse onderofficier Alois Bamberger (11 juni 1912) door een kogel dodelijk in de rug getroffen. Op circa tien meter afstand werd de huls van een 9 mm pistoolkogel gevonden.
Bamberger was onderofficier bij de geneeskundige dienst van de Wehrmacht. Voor de Duitse bezetter stond op voorhand vast dat de aanslag het werk was van joods-communistische kringen. Het bleef lange tijd onopgehelderd wie de aanslag op de Duitser heeft gepleegd. Loe de Jong hield er rekening mee dat het mogelijk een afrekening in de privésfeer betrof. Uit onderzoek naar de Velser Affaire blijkt echter dat Frans van der Wiel, de commandant van de Haarlemse afdeling van de Raad van Verzet na de oorlog de aanslag heeft opgeëist.

## Represaille
Als Duitse vergeldingsmaatregel werden op 1 februari 1943 in totaal 109 inwoners van Haarlem opgepakt, van hen werden er 102 als gijzelaars naar Kamp Vught gebracht. Tien personen zouden worden gefusilleerd: zeven Haarlemmers en drie IJmuidenaren. Deze laatste drie werden vanuit Amsterdam overgebracht naar Haarlem. Zij behoorden tot een groep van tien Velsense communisten die in de nacht van 21 op 22 januari waren opgepakt.
Op 2 februari 1943 werden de tien geëxecuteerd in de duinen bij het Kopje van Bloemendaal. Onder hen de drie leden van de Haarlemse Joodse Raad: Barend Chapon, de voorzitter van de Joodse Raad in Haarlem, de Haarlemse opperrabbijn Philip Frank en Herbert Otto Drilsma, advocaat en raadslid voor de SDAP in Heemstede. De andere geëxecuteerden waren allen communist.
De drie Joodse slachtoffers waren:
- Barend Chapon
- Herbert Otto Drilsma
- Philip Frank

De zeven communistische slachtoffers waren:
- Johannes Theodorus Lebbe
- Karel Frederik Reumann
- Wijnand de la Rie
- Roelof Strengholt
- Simon Warmenhoven
- Pieter Weij
- Iwan Zwanenbeek

De stoffelijke resten van de terechtgestelden werden diezelfde dag nog gecremeerd in het crematorium Driehuis-Westerveld. De urnen zijn daarna in zee gegooid. De familieleden van Drilsma, Frank en Chapon werden de volgende dag gearresteerd en weggevoerd via Westerbork naar Auschwitz. Daar werden de drie Joodse families uit Haarlem op 12 februari 1943 vermoord.

## Monument
In de hal van het Stadhuis van Haarlem herinnert een naambord (ontwerp van Han Bijvoet) aan de tien op 2 februari 1943 gefusilleerde slachtoffers. In de duinen staan op de plek van de executies twee gedenkstenen en een informatiebord.